# Satanikus ENMA ケルベロス
『Satanikus ENMA ケルベロス』（サタニクスエンマケルベロス）は、原作：永井豪、漫画：烏山英司による日本の漫画作品。

## 概要
講談社の雑誌『マガジンZ』にて2007年8月号より連載されていた。永井豪の未完になっている漫画版『鬼公子炎魔 -雷帝地獄変・序章-』（「ドロロンえん魔くん」の続編に当たる）の続編であるが、総じでスピンオフである。ドロロンえん魔くんの直接的な続編ではない。
地獄界における権力争いで鬼公子炎魔は命を落とし、恐ろしい妖魔たちが世に放たれた。妻の雪鬼姫と息子の炎鬼丸は、炎魔を復活させるために人間界で妖魔を狩り、そのアストラルを収集するために活躍する。

## 登場人物

### 主要人物
雪鬼姫（ゆきひめ）
炎魔の妻にして、本作の主人公。雪女一族の長。
地獄の覇権争いで命を落とした炎魔を復活させるべく、息子の炎鬼丸と共に人間界へ降り立った。普段は「永井荘」というアパートで暮らしており「炎（ほむら） 雪江」という名の主婦を装っている。明るく快活な性格で、息子をもうけてからは“肝っ玉母さん”を地でいく母親となっている。夫の炎魔や故郷たる地獄への想いは強く、「全てが在りし日の姿を取り戻すまで負けるわけにはいかない」という、鋼の信念の元に妖魔と戦う。
炎魔の魂を宿す慶太郎に関しては「炎魔とは別人」と割り切っているつもりでも、元々慶太郎が炎魔と（性格が）似ているのもあって、慶太郎が他の女性と親しくしている所を見ると思わず嫉妬してしまうなど、心境は些か複雑な模様。
氷や冷気を操る戦法以外にも、炎鬼丸との氷の力を合わせる“氷力連昇”を行う事で『雪鬼姫 乱 雪月華』へと“氷結転身”（要するにパワーアップ）する事が可能。その際には“ツララ剣 弐ノ型 羅雪”という名の巨大な氷の剣を振るう。
神喰らいとの決着後は、現世で悪事を働く妖魔達が後を絶たないため、そして炎魔と慶太郎が融合を果たした事もあり、融合した事で余計タチが悪くなった2人のスケベぶりに辟易しつつも、人間界で彼等と共に妖魔退治を続けている。
決め台詞は「その悪しき魂　凍てつかせて散るがいい」。
炎鬼丸（えんきまる）
炎魔と雪鬼姫の息子。眼鏡を掛けた幼い少年。
年齢に似合わない冷静沈着さ・冷徹さを持ち、炎魔と雪鬼姫の息子だけあって戦闘能力は折り紙付き。しかし「妖魔の魂を狩る」という目的以外にはほとんど興味を示さない徹底した合理主義者で、特に他人との必要以上の馴れ合いを嫌い、そういった面に関しては母の雪鬼姫からも苦言を呈されており、カパエルからも「（雪鬼姫の）実の子とは思えない」と密かに言われている。炎魔が遺した『火竜の杖』を使い炎を操って戦うのが基本的な戦闘スタイルだが、母親の氷の力も同時に受け継いでおり、そちらの方は主に窮地に陥った際の切り札として使用される事が多い。
「ここ（人間界）で学ぶべきこと　ここでしか学べないことを私や炎魔と同じように学んでほしい」という雪鬼姫の親心の元、普段は「炎 又次郎」という名で小学校に5年生として通わされている。小学生とは思えぬ卓越した頭脳・身体能力に加え、前述の通りの性格が災いしてクラスでは浮いた存在だったが、大道芸人を目指すクラスメイト・柊茜とその友人のタケ・敦によって強引に彼等の一座に引き込まれたのをきっかけとして、徐々に変化の兆しを見せる。
父親の炎魔については覇権争いが起こっていた当時は産まれて間もなかったため、口伝えでしか彼の人となり、または武勇伝を知らない。炎魔が命と引き換えに地獄を守った事については、「それで大事な人を泣かせてしまったら意味がない」と多少の憤りを感じている。慶太郎の事は彼が雪鬼姫に好意を抱いているため警戒心を抱いており、一度慶太郎が雪鬼姫を事故で押し倒してしまったのをいい事に彼女に迫った時は、失神する程の強烈な一撃を浴びせている。
神喰らいとの決着後は雪鬼姫と共に人間界に留まり、妖魔退治を続けている。その際には今まで見せなかった子供らしい表情を見せていた。
シャポーキッド
炎鬼丸に被られている、生きた帽子で普段は野球帽に化けている。前作に登場したシャポ爺の孫。雪鬼姫を「姐（ねえ）さん」、炎鬼丸を「二代目」と呼ぶ。
雪鬼姫達が倒した妖魔の魂を吸い出すのが役目。多少口が悪い。
剛利鬼（ごうりき）
雪鬼姫の協力者。鬼神族の1人。地獄では閻魔殿守護鬼士隊隊長を務めている。「雷神」の通り名を持つ数多の死線を潜り抜けてきた豪傑で、その拳から繰り出される一撃は“豪雷一閃”と謳われている。能力はその異名が示す通り、雷を操る力に加え、戦闘には使用していないが札を使った符術も得意としている。人間の姿の時は僧の格好をしており、一人称は「某」。雪鬼姫を「姫様」、炎鬼丸を「若」と呼ぶ。
大王の座を継ぐ者に継承されてきた書物“創世記”を奪還するべく、人間界へとやって来た。慶太郎には雪鬼姫の兄の「剛（つよし）」だという事で通していて（当初慶太郎には雪鬼姫の間男だと勘繰られていた）、雪鬼姫達が不在の間の慶太郎の警護も担当している。
神喰らいとの最終決戦ではノワール・クリムゾンと闘い、『温羅剛利鬼』へと“黒妖転身”し捨て身の一撃を放つ。そのまま死んでしまったかと思われていたが、瀕死の所を閻魔大王に救われた。決着後は大王と共に地獄へ帰還している。
坂崎 慶太郎（さかざき けいたろう）
炎魔の魂を宿している大学生（5年前に事故に遭い生死の境を彷徨った際に、魂を宿された模様）。経済学部の四年生。
炎魔同様スケベで美人に目のない「N大きってのスケベ大将」の異名を持つ、子供っぽい男。友好的に接してくる雪鬼姫に好意を抱いている。雪鬼姫と炎鬼丸の正体、そして自身の中に眠る炎魔の魂について長らく何も知らないままだったが、剛利鬼が真の姿を現したのを見て彼が人間ではない事を知り、それと同時に剛利鬼を自分の兄だと言っていた雪江（雪鬼姫）も人間ではない事に気付く。更にラフィエルによって炎魔の魂の存在を知らされた。
神喰らいとの決着後は炎魔と融合し、炎魔と慶太郎の人格が同時に存在する「炎太郎」となって雪鬼姫・炎鬼丸と共に妖魔退治を行っている。
カパエル
雪鬼姫の協力者。河童とカエルの混血の妖怪で、泳ぐ以外に跳躍も得意。
炎魔と雪鬼姫が子供の頃に共に妖怪と闘った仲間だが、一度七大公の1人・雷魔の手先となって敵対した事もあった。現在は妖魔の手から逃れるため、人間界でおでん屋を営む傍ら情報屋として暮らしている。また、妖魔の手から逃れるために地上に降りてきた難民妖怪達の顔役という面も持つ。雪鬼姫達が人間界で暮らす手はずを整えたり、妖魔に関する情報を雪鬼姫に提供するなどして、彼女に貢献している。慶太郎の中にいる炎魔の人格が表に出てきた時は彼に殴られ、更には雪鬼姫に踏み付けられたり、自身の隠れ家に住む事になった艶流魔にパシられたりと、不遇な目に遭うのは変わらず。
神喰らいとの最終決戦では艶流魔の魂を守ろうとしてラフィエルに重傷を負わされるが、無事生存。決着後は現世で変わらず情報屋を続けている。
炎魔（えんま）
前作の主人公。雪鬼姫の夫。閻魔大王の甥にして、地獄の創造神ハデスの正当なる血族。『爆炎の鬼公子』の異名を持つ。
相当な好色漢なのが玉に瑕だが、いかなる巨悪にも臆さず立ち向かい、その名の通り全ての魔を焼き払う烈火の如き猛き様で、剛利鬼を初めとする多くの者達に慕われている。地獄の覇権争いの際、七大公の1人・業魔によって破壊された“最終地獄（ジュデッカ）の門”から溢れ出した瘴気を抑えるのと同時に、門から解放された古の魔物の侵攻を命と引き換えに食い止めた。そのせいで肉体は消滅してしまったが、魂だけは閻魔大王の力で消滅寸前の所を救い出され、今は慶太郎の中で生き続けている。
神喰らいとの最終決戦では閻魔大王の手で復活を果たし、ラフィエルを一撃で倒した。決着後は慶太郎と融合して「炎太郎」となり、相棒的存在となった慶太郎と（主に女関係で）息の合った遣り取りをしつつ、妖魔退治を行っている。
最終話では「その悪しき魂・・・・燃やし尽くして灰にしてやんぜぇ!!!」という決め台詞を披露した。

### 敵対者

#### 神喰らい（クロノイズ）
カイゼル
神喰らいを率いる男。通称『黒翼の王』。彼だけは“最終地獄の門”に封じられてはおらず、どこか別の“暗き地の底”へ捕らえられている。グレイド曰く、ラフィエルと共に‟本来の主”を裏切った反逆者らしい。
結果的にケルベロス召喚は阻止された為、彼が雪鬼姫達の前に姿を現す事はなかった。しかし最終話で「この手で神を喰らうまで 我らは決して止まらない」と言っていた事から、己の解放を諦めた訳ではない模様。
グレイド
神喰らいの一員。右目に眼帯をした男。両腕から繰り出される高速の斬撃を得意としている。性格は残忍かつ好戦的で、カイゼルに従っているのも「命を刻み散らす快感をもっと味わいたい」という己の快楽を満たしたいが為に過ぎない。
最終決戦では雪鬼姫と炎鬼丸を満身創痍になるまで追い詰めるも、雪鬼姫によって体内の全ての液体を凍らされ、結果身体を内側から破壊され死亡。
ラフィエル
常に敬語で話す冷静沈着な女性。カイゼルに心酔しきっており、彼の為ならば破滅の道に進む事も厭わない。
正体はカイゼルと共に本来の主を裏切った天使（この事から、カイゼルもラフィエルと同様に天使だと推測される）。人間の姿の時は大鎌を、天使の姿の時は風や雷を自在に操り戦う。
神喰らいの中では最後まで生き残り、圧倒的な力で雪鬼姫達を苦しめるが、復活した炎魔に蹴散らされた。その後は左腕を失いつつも、どうやら生存しているようである。
ノワール
雪鬼姫達の前に最初に現れた神喰らい。褐色の肌の幼い少年。“鮮血の二重奏（ブラッディデュオ）”の片割れ。一見物静かな様に見えて、実は激情家。擬態能力を持ち、作中では妖魔に化けて雪鬼姫と炎鬼丸を罠に嵌めた。
最終決戦ではクリムゾンと共に剛利鬼と闘い、彼女と合体して剛利鬼を追い詰めた。剛利鬼の“狂雷轟烈閃”にすら耐え抜いた後は慶太郎の命を狙うが、突如として一時的に覚醒した炎魔によって倒された。
クリムゾン
“鮮血の二重奏（ブラッディデュオ）”の片割れ。ノワールとは双子（姉か妹かは不明）。無邪気で明るい少女。たまにノワールを「ノンちゃん」と呼ぶ事がある。能力はノワールと同様の擬態、または口移しで相手に毒を送り込むといったものがある。
最終決戦ではノワールと合体し剛利鬼を圧倒。慶太郎の命を狙うが、一時的に覚醒した炎魔にノワール共々倒された。
ブアーゴ
神喰らいの中では唯一最初から人外の姿。知能は低く、基本的に食べる事しか頭にない。
巨体から放たれる凄まじいパワー、肥満体を活かした防御に秀でている。最終決戦では聖十字教会の面々と闘い、前述の通りのパワーと防御力で彼等を苦しめるが、最後は『霊素圧縮波動砲（アストラルコンプレッションブラスター）』によって魂を圧縮された所を、すかさず楓によって銃弾に吸収され、そのまま彼女の銃で空の彼方まで撃ち出された。

#### 聖十字教会（チャーチ オブ セントクロス）
凪原 楓（なぎはら かえで）
聖十字教会の特殊（スペシャル）エージェント。コードネームは『神風』。断片的にしか描かれなかったが、子供の頃に妖魔の類に家族を殺された過去を持つ模様。その際に生き残った兄の風真と共に立てた「全ての闇に断罪を」という誓いを果たすべく、妖魔達と戦い続けている。
炎魔の魂を宿す慶太郎を抹殺する為、彼と同じN大の法学部の生徒として潜り込み接近した。“御業を行いし者（インダスター）”という名の魔導銃（詳細は後述）を武器としていて、一般人の振りをしていた頃でも、発信機付きの十字架と発信機を追う追跡機能付きの眼鏡を装備していた。
炎魔の魂、及び慶太郎の命を狙ったために当然の如く雪鬼姫達と敵対。交戦状態となるが、戦いの途中で神喰らいが乱入したせいで勝負はお流れとなった。神喰らいとの決着後は、変わらず炎魔と慶太郎を狙っているらしい描写がある。
凪原 風真（なぎはら ふうま）
楓の兄。妹とタッグを組んでおり、コードネームは同じく『神風』。常に喫煙しているヘビースモーカー。楓同様、妖魔を初めとする魔への憎しみの念は強い。
戦闘時には『J・B・S（ジーザス・ブラッド・システム）』（詳細は後述）で、『聖騎士（パラディン）』という名の形態となって戦う。この姿の時に身に纏っている赤いマントは武器にも防具にもなる攻防一体の代物で、武器として使う時は破壊力抜群の“疾風の朱き聖槍”と化す。
トーマス
聖十字教会に所属する現地管理官（マネージャー）。表向きは慶太郎達の住む町の教会の神父を務めている。片言の日本語で話す。
普段は温厚な男だが、聖十字教会の一員らしく、人の世に仇なす魔には容赦がない。

### その他
閻魔大王
言わずと知れた地獄の長。炎魔のおじで、炎魔からは「オジキ」と呼ばれている。
“門”から溢れる瘴気から炎魔を守ろうと、その魂を連れて現世に降り立った際に負った傷のせいで身動きが取れなくなってしまい、魂を慶太郎に移植した後は治療に専念していた為、長らく行方知れずとなっていた。ラフェイルとの戦いで窮地に陥った雪鬼姫の前に現れ、グレイド・ノワール・クリムゾンの魂を炎魔復活に使い彼を蘇らせた後は、剛利鬼と共に地獄へ帰って行った。
頑魔（がんま）
七大公の1人。前大王とその座を賭けて争った事もある、大公達を統べる最強の魔人。“魔神変幻”で『牛魔神 頑魔』へと姿を変えられる。
生き残った2人の大公と共に人間界へ逃げ込み、追ってきた神喰らいの面々と戦闘になり、最後はグレイドによって倒された。
逢魔（おうま）
七大公の1人。“一騎当千”と謳われていた男だったが、神喰らいとの戦いで瞬殺された。
猛魔（もうま）
七大公の1人。虎に似た姿をしている。“門”の外へ出してやった恩を売ろうとして神喰らいの面々へ手を組む事を持ち掛けるが、失敗。最後はグレイドに殺された。
乱魔（らんま）
七大公の1人。仮面を着けた男。宝石（らしき物）を使った攻撃・防御を得意としている。
頑魔・艶流魔と共に人間界へ降り立ち、神喰らいとの戦闘では牛魔神となった頑魔と融合し“魔装合身 天地絶壊乱頑砲”を放つが、いとも容易くブアーゴに防がれ、最後はグレイドに倒された。
艶流魔（えるま）
七大公の1人で、唯一の女性。褐色の肌を持つ妖艶な美女。大蛇に姿を変えられ、体内で練り込まれた混沌の念・『呪い（カーズ）』で相手を蝕む事が出来る。
人間界へ降り立った直後の神喰らいとの戦闘では、頑魔と乱魔が倒される直前にいち早く絶対的不利を察して逃走したお陰で、その時は唯一生き残れた。その後は雪鬼姫達と手を組みカパエルの元へ（嫌々ながら）身を寄せるが、追ってきたラフィエルに倒された。
雷魔（らいま）
七大公の1人。大公の中で最初に反乱を起こした。既に炎魔達によって倒されているため、作中には登場しない。
業魔（ごうま）
七大公の1人。体を機械化して生きながらえている。
友たる雷魔の無念を晴らすべく、雷魔が反乱を起こした僅か数年で、再び反乱を起こした。覇権争いに加わらなかった大公達からは、大王軍を疲弊させその隙を突いて総力を挙げて叩く為の捨て石としてしか見られておらず、業魔本人もその事に気付いていた。それに対する意趣返しも含め、炎魔との一騎討ちの果てに自らの命と引き換えに“最終地獄の門”の封印を解き、死んだ。
柊 茜（ひいらぎ あかね）
炎鬼丸のクラスメイト。親友のタケ・敦と共に大道芸人を目指している。
炎鬼丸の身体能力の高さを見込んで、冷たくあしらわれようとも決して諦めずに自分達の一座へ勧誘し続け、結果的には炎鬼丸が折れる（諦める）形で彼を仲間に引き入れる事に成功した。第19話でラフィエルと戦う炎鬼丸の姿をTVで目撃して以来、炎鬼丸に対して妙に勘繰っている。

## 用語
創世記
閻魔大王の座を継ぐ者に継承されてきた書物。その中には地獄創世の真相とケルベロス顕在化の為の文章（コード）が記されている。炎魔と七大公の冥王の血族の魂とはいわばIDとパスワードの関係で、これにより疑似的にハデスの因子（ファクター）が認証され、ケルベロスを召喚する事が可能となる。
最終地獄（ジュデッカ）の門
地獄に存在する、妖魔を封じていた門。業魔の反乱の折に彼の命と引き換えに封印が解かれ、解き放たれた妖魔達によって地獄は荒廃し、人間界でも多くの人間が降り立ってきた妖魔の手にかかり、犠牲になっている。
神喰らい（クロノイズ）
「黒翼の王の元に集いし闇の使徒」を自称する軍団。正体は「現魔」と呼ばれる、“最終地獄の門”に封じられていた地獄史上最凶最悪と呼ばれる、全ての闇の頂点に立つ者達。全員が大公クラスを凌駕する程の実力者。
炎魔と地獄の五大公の魂、そして“創世記”の書物を使い、冥王が携えし漆黒の神器“ケルベロス”を召喚し、深淵に閉じ込められている彼等の王・カイゼルを解放し神に近付ける事を目的として動いている。
指環（リング）
装着者の霊素（アストラル）を高め、力を増幅出来る代物。個々に異なる形状をしており、ノワールとクリムゾンが所有している。
それぞれに優劣があるらしく、指環の力を完全に引き出せれば雪鬼姫にも引けを取らない強さを得られるが、ハズレを引けば装着者を巻き込んで暴走を起こす。
聖十字教会（チャーチ オブ セントクロス）
歴史の影で人類に仇なす魔なる者、または人でありながら魔に魅入られし者を葬ってきた、神の代行者を名乗る、法術と科学の融合によって妖魔に対抗する術を手に入れた人間・通称『退魔機甲士（エクソシスティカルアームズ）』の集団。予め術を込めた銃弾を撃ち出し、その力を顕在化させる魔術装置『魔導銃』、聖骸布に残留する聖者の血（記録）を抽出し、魔術と科学によってその力を固定・凝縮し、高エネルギー体を創造する『J・B・S（ジーザス・ブラッド・システム）』などを開発していて、凪原兄妹はこれらを使い、妖魔はおろか雪鬼姫と炎鬼丸とも互角以上に渡り合ってみせた。
争いの火種となっている炎魔の魂、及びそれを宿す慶太郎を抹殺する事で、地上に降りかかる魔の災いを断とうと画策している。
ケルベロス
表向きには「漆黒の体を持つ三つ首の巨獣　冥界創世よりハデスと共にあるという地獄の番犬」と伝えられているが、その正体は地獄創世より以前、創世記にも記されている神々の戦においてハデスが振るった、あらゆる領域や概念を拘束・破壊し、物質や空間の存在そのものを喰らうという、恐るべき武具。

## 単行本
永井豪（原作）、烏山英司（漫画）、『Satanikus ENMA ケルベロス』 講談社〈マガジンZKC〉、全4巻。
1. 1巻（2007年11月22日発売）ISBN 978-4-06-349320-7
2. 2巻（2008年5月23日発売）ISBN 978-4-06-349358-0
3. 3巻（2008年11月21日発売）ISBN 978-4-06-349394-8
4. 4巻（2009年3月23日発売）ISBN 978-4-06-349429-7